# 시드니 웨이브
시드니 웨이브(Sydney Wave)는 1990년 창단한 구 ABL의 프로 야구 팀이다. 시드니를 연고로 하고 있으며 홈구장은 벨모어 스포츠 그라운드이다. 1989-90 시즌 이후 재정난으로 해체된 시드니 블루 대체 구단으로 창단된 이후 1993-94 시즌 이후 역시 재정난으로 해체되고 대체 구단으로 헌터 이글스가 창단되었다.